# Nonivamid
Nonivamid je organická sloučenina patřící mezi kapsaicinoidy; jedná se o amid kyseliny pelargonové (nonanové) a vanilylaminu. Nachází se v chilli papričkách, ale obvykle se vyrábí uměle. Oproti kapsaicinu je odolnější vůči vysokým teplotám.
Nonivamid se používá jako potravinářská přídatná látka zvyšující pálivost, a v některých léčivech jako náhrada kapsaicinu.